# Уильямс, Ванесса
Ване́сса Линн Уи́льямс (англ. Vanessa Lynn Williams, род. 18 марта 1963) — американская певица, автор песен, продюсер, актриса и модель, которая вошла в историю в 1984 году, став первой чернокожей обладательницей титула «Мисс Америка».
Летом 1984 года журнал Penthouse опубликовал сделанные ранее снимки лесбийской тематики, для которых Уильямс позировала в обнажённом виде. Разразился грандиозный скандал, в ходе которого Уильямс отказалась от своего титула. Она тут же переквалифицировалась в певицу и достигла большого успеха, особенно в промежутке между 1988 и 1997 годом, когда её баллада Save the Best for Last на протяжении многих недель возглавляла Billboard Hot 100. В 1995 году исполненная Уильямс для мультфильма «Покахонтас» песня Colors of the Wind выиграла премии «Грэмми», «Оскар» и «Золотой глобус» как лучшая песня к фильму.
Во второй половине 1990-х Уильямс заявила о себе и как об актрисе, сыграв с Арнольдом Шварценеггером в боевике «Стиратель» (1996). Известна по своим ролям Вильгельмины Слейтер в телесериале «Дурнушка», где она снималась с 2006 по 2010 год и Рене Перри в сериале «Отчаянные домохозяйки» (2010—2012).
За её вклад в музыкальную культуру она была удостоена собственной звезды на «Голливудской Аллее славы».

## Биография

### Детство
Ванесса Уильямс родилась 18 марта 1963 года в Милвуд, Нью-Йорк в семье учителя музыки Хелен. Будущая звезда росла в небогатом районе Нью-Йорка, но её родители всегда говорили, что её ждёт успешное будущее. Имеет младшего брата Кристофера Джеймса Уильямса, известного как Крис Уильямс, — американского актёра и комедианта.

### Образование
Мать Ванессы работала учителем музыки, и девочка с детства решила, что станет музыкантом. Она изучала игру на фортепьяно и валторне. Позднее она увлеклась пением и поступила в Университет театрального искусства, в котором училась в 1981-1983 годах. Она прервала своё образование из-за отсутствия денег и для участия в конкурсе «Мисс Америка». Спустя двадцать пять лет после того, как она бросила университет, она вернулась. Уильямс заявила, что «время, пока она училась, было поистине лучшим периодом в её жизни».

## Победа на конкурсе «Мисс Америка»
Ванесса участвовала в конкурсе «Miss Syracuse» (Университет), после этого в 1983 году победила в конкурсе «Мисс Нью-Йорк». После этих успехов Уильямс рискнула участвовать в конкурсе «Мисс Америка» и в конечном счёте победила. Она стала первой афроамериканкой, победившей в конкурсе «Мисс Америка».
Но после успеха на конкурсе её жизнь была в опасности, ей начали приходить письма с угрозами смерти. Спустя десять месяцев после конкурса Ванесса стала получать звонки с угрозами публикации интимной фотосессии с её участием, сделанной годом ранее. Фотографии датируются 1982 годом, когда она работала визажистом у фотографа Тома Шиарела. Фотограф убедил Уильямс принять участие в интимной съёмке для некой новой концепции в искусстве. Уильямс вместе с другой девушкой изображали лесбиянок.
Фотографии были предложены издателю журнала Playboy Хью Хефнеру, но тот отказался, аргументируя это тем, что Уильямс не давала согласия на их публикацию. Несколько дней спустя Боб Гуччионе, издатель журнала Penthouse, заявил, что опубликует фото в своём журнале в сентябре 1984 года без согласия Ванессы. В конечном итоге номер с Ванессой принёс журналу прибыль в размере 14 млн долларов.
Спустя несколько дней после выхода номера Уильямс под давлением чиновников с конкурса «Мисс Америка» ушла в отставку и передала корону Сазетт Чарльз. В начале сентября 1984 года Уильямс подала иск в размере 500 млн долларов США против Боба Гуччионе и Тома Шиарела.

## Музыкальная карьера
После того как закончилась шумиха в прессе с её обнажёнными фото Уильямс решила воплотить свою мечту и стать успешной певицей. В 1988 году она выпустила свой первый альбом The Right Stuff и первый одноимённый сингл. The Right Stuff имел крупный успех среди R&B музыки. Следом за The Right Stuff певица закрепила успех танцевальной песней He’s Got the Look, которая имела ещё больший успех в аналогичном сегменте. Третий сингл, поп-хит Dreamin стал самым успешным синглом с альбома, поднявшись в чарте Billboard Hot 100 до 8 места и возглавив Hot R&B/Hip-Hop Songs. Альбом достиг золотого статуса и принёс Ванессе несколько премий и номинаций, включая три номинации на премию «Грэмми».
Её второй альбом The Comfort Zone стал самым большим успехом в её карьере. Сингл Running Back to You достиг первой десятки в чарте Billboard Hot 100 и возглавил Hot R&B/Hip-Hop Songs 5 октября 1991 года. Следующий сингл The Comfort Zone поднялся до второй строчки в R&B, а Just for Tonight до номера 26 в топ 100. Песня в стиле рэп Work to Do заняла третье место в R&B чарте, а танцевальная Freedom Dance — первую строчку.
Наиболее успешным синглом с альбома стала баллада Save the Best for Last. Песня достигла первой строчки в чарте США и продержалась на ней целых пять недель. Сингл также возглавил чарты в Австралии, Нидерландах и Канаде, попал в топ 5 в Японии, Ирландии и Соединённом Королевстве. Альбом был продан тиражом в 2,200,000 экземпляров и получил статус трижды платинового. Альбом принёс Уильямс пять номинаций на премию «Грэмми».
Третий альбом The Sweetest Days был выпущен в 1994 году и имел довольно положительные отзывы. Альбом сочетал в себе такие разные направления как джаз, хип-хоп, рок и латино. Альбом включает в себя такие песни, как Betcha Never и You Can’t Run, плод совместного сотрудничества Ванессы с Babyface. Среди других синглов с альбома выделяются хип-хоп хит The Way That You Love и заглавный суперхит The Sweetest Days. Альбом получил статус платинового и принёс Уильямс две номинации на «Грэмми».
Среди других альбомов выделяются Star Bright 1996 года, Silver & Gold 2004, Next 1997 и Everlasting Love.
Известные синглы Ванессы это Love Is (1994), дуэт с тогда начинающим исполнителем Брайаном Макнайтом, получившая премии «Золотой глобус», «Оскар» и «Грэмми», Colors of the Wind, саундтрек к фильму «Стиратель», Where Do We Go from Here? и Oh How the Years Go By.
В 1997 году она также записала дуэт с латиноамериканским исполнителем Chayanne к фильму «Танцуй со мной», Refugio de Amor и англоязычную версию песни You Are My Home. Альбом к фильму возглавил чарт Billboard Top Latin и продержался на вершине шесть недель подряд, а сингл возглавлял чарт Billboard Latin Pop Songs десять недель подряд.
Она также записала кавер-версию известной песни Барбры Стрейзанд The Way We Were в 2007 году в джазовой обработке для альбома саксофониста Дэйва Коза. В мае 2009 года она дала ряд успешных концертов в известном Tropicana Hotel в Атлантик-Сити.
2 июня 2009 года она выпустила свой восьмой студийный альбом The Real Thing. Над записью альбома поработали такие известные деятели как Babyface, Стиви Уандер и Билл Уизерс. Альбом поднялся до 91 позиции в главном чарте США — Billboard 200, 36 строчки в Top R&B/Hip-Hop Albums и возглавил Billboard Top Jazz Albums. Наиболее успешным синглом стала танцевальная песня The Real Thing, поднявшаяся до 6 строчки в Billboard Dance/Club Play Songs, а медленная лирическая композиция Just Friends достигла 10 позиции в чарте Billboard Smooth Jazz Songs.
Уильямс подтвердила 26 сентября 2009 года, что она выпустит свой девятый студийный альбом в начале 2011 года.

## Актёрская карьера

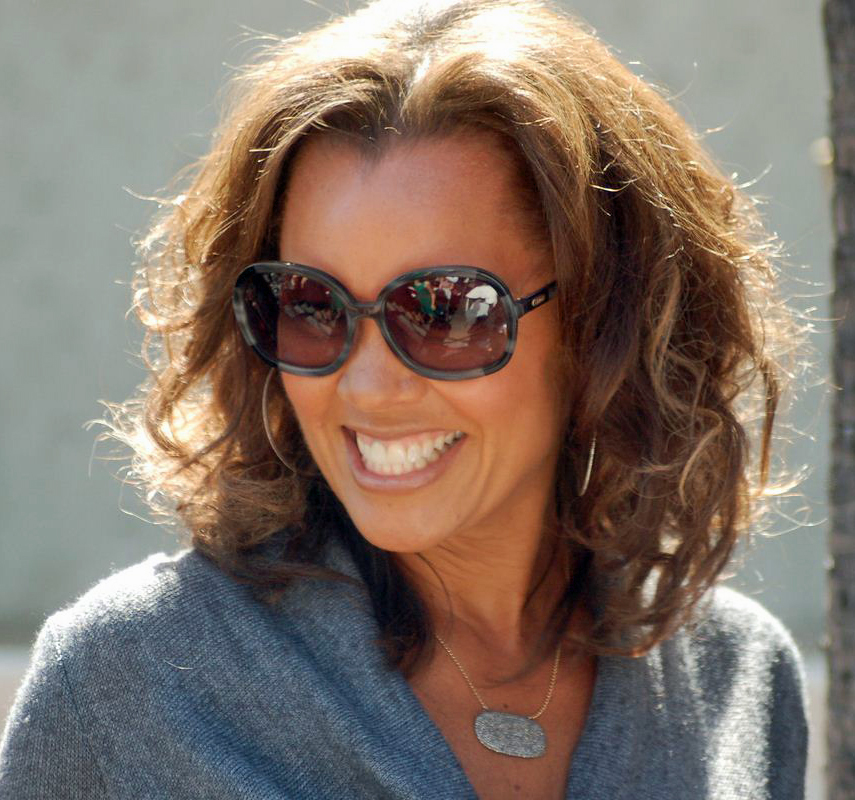
Уильямс в марте 2012 года

### Театральная карьера
Уильямс начала свою карьеру в театре в 1994 году на Бродвее в главной роли в мюзикле «Kiss of the Spider Woman». Она также получила номинацию на престижную премию «Тони» в 2002 году за роль ведьмы в мюзикле «Into the Woods». Среди других заметных работ выделяется мюзикл «Carmen Jones».
В 2010 году Ванесса выступала в главной роли в мюзикле «Sondheim on Sondheim».

### Карьера в кино
Уильямс снялась во множестве фильмов, из её работ можно выделить музыкальную драму 1997 года «Пища для души» за которую она получила премию NAACP. Из других проектов известны роли в фильмах «Харлей Дэвидсон и „Ковбой Мальборо“» 1991 года, «Стиратель» и «Танцуй со мной» 1997 года.
Заметны были её работы в фильмах «Мой брат» 2007 года, за который она получила премию за лучшую женскую роль на кинофестивале в Гарлеме, и «Ханна Монтана» 2009 года.
В 2013 году вышел новый фильм режиссёра Тайлера Перри «Семейный консультант», где Ванесса исполнила одну из второстепенных ролей. Кассовые сборы за первые выходные составили более 22 миллионов долларов. Также в мае 2013 года выходит независимый фильм Майкла Ури, бывшего коллеги Ванессы Уильямс по сериалу «Дурнушка», «Он гораздо популярнее, чем ты», где Уильямс снялась в одном эпизоде в роли самой себя.

### Телевидение
Свою карьеру на телевидении Ванесса начала в 1984 году после своего триумфа на конкурсе «Мисс Америка» в одном из эпизодов сериала «Лодка любви». Впоследствии она появилась во множестве сериалов в качестве приглашённой звезды. Заметны её роли в таких проектах как «T.J. Hooker», «Принц из Беверли-Хиллз», «Звёздный путь: Глубокий космос 9», «Элли Макбил» и «MADtv». Она была хозяйкой вечера на шоу «Субботним вечером в прямом эфире».
Ванесса Уильямс снялась во множестве фильмов, сделанных для телевидения, самые известные из которых «Джексоны: Американская мечта», «Ничто не длится вечно», мюзикл «До свидания птичка» 1995 года, фильм Андрея Кончаловского 1997 года «Одиссея». В 2000 году Ванесса сыграла в телемюзикле «Рождественская песня дивы», фильм стал одним из самых рейтинговых проектов года и входит в десятку лучших рождественских фильмов.
В 2006 году её актёрская карьера перешла на новый уровень после участия в сериале «Дурнушка». Уильямс играла роль Вильгельмины Слейтер, главного редактора модного журнала. Эта роль принесла ей несколько наград, включая три номинации на престижную премию «Эмми».
В 2010 году актриса присоединилась к основному актёрскому составу сериала «Отчаянные домохозяйки» в роли Рене Перри В 2012 году она сыграла одну из главных ролей в сериале «Парк авеню, 666», который был закрыт после одного сезона.
8 марта 2014 года на канале Lifetime состоялась премьера фильма «Поездка в Баунтифул», в котором Уильямс сыграла одну из главных ролей — Джесси Мэй Уоттс. Фильм был заказан каналом, после большого успеха постановки спектакля «Поездка в Баунтифул» на Бродвее.

### Другие появления в СМИ

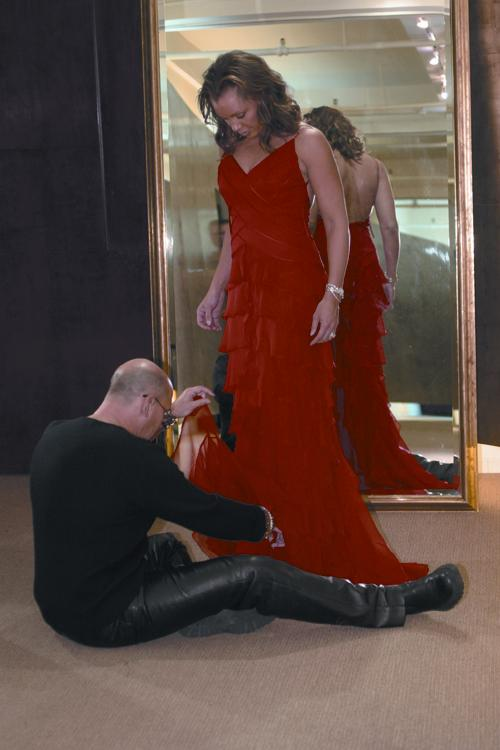
Уильямс на примерке костюма перед шоу «The Heart Truth’s» в 2004 году

Ванесса представляла Proactiv Solution от L’Oréal в конце девяностых и была первой афроамериканкой, ставшей лицом известного бренда. Кроме этого, она появилась в рекламе RadioShack и рекламе зубной пасты Crest от Procter & Gamble в 2008 году для Великобритании и Ирландии.
Также была звёздной ведущей ежегодной премии «TV Land» в 2008 году и премии «Эмми» в 2009 году.
Она также появилась на американской телевикторине Who Wants to Be a Millionaire? в 2000 году и 2009 году как почётный участник.
В 2012 году Уильямс озвучила конфету Миссис Браун, в рекламе «M&M’s».

### Авторские права
Ванесса Линн Уильямс в СМИ обычно зовётся просто как Ванесса Уильямс, однако существовала некоторая путаница с аналогичным именем Ванессы А. Уильямс, малоизвестной актрисы, снявшейся в телесериале «Мелроуз Плейс», которая всего на два месяца её моложе.
Сообщалось, что Уильямс впервые узнала о Ванессе А. Уильямс в середине восьмидесятых в Нью-Йорке, когда она регистрировала своё сценическое имя. Ей сообщили, что некая Ванесса А. Уильямс тоже хочет зарегистрировать имя Ванесса Уильямс.
В сфере «Гильдии киноактёров США» строго запрещены дублирующие друг друга имена, но в итоге было принято необычное решение разрешить обеим актрисам работать под одним именем. Ситуация обострилась в 1998 году, когда Ванесса Линн снялась в полнометражном блокбастере «Пища для души», а после Ванесса А. Уильямс — в сериале для кабельного телевидения, одноимённом малоизвестном продолжении этого фильма.
В итоге при упоминании имени Ванесса Уильямс подавляющее большинство имеет в виду Ванессу Линн Уильямс. Ванесса Линн также является владельцем домена vanessawilliams.com.

## Личная жизнь
В 1987—1997 годы Ванесса была замужем за менеджером Рамоном Херви, от которого у неё трое детей: две дочери, Мелани Линн Херви (род. 30.06.1987) и Джиллиан Кристин Херви (род. 19.06.1989), и один сын — Девин Рамон Херви (род. 14.04.1993).
В 1999—2005 годы Ванесса была замужем за суперзвездой НБА, баскетболистом Риком Фоксом, от которого у неё есть дочь — Саша Габриэлла Фокс (род. 01.05.2000).
Уильямс и её мать Хелен в соавторстве написали мемуары под названием «Ты понятия не имеешь», опубликованные в апреле 2012 года. В книге Уильямс рассказывается о её детстве, обретении славы и личной борьбе с диабетом 1-го типа, включая тот факт, что её домогалась женщина, когда ей было 10 лет. Она также говорила откровенно о том, что сделала аборт, когда была в старшей школе.
С 4 июля 2015 года Ванесса замужем в третий раз за бывшим бухгалтером из Буффало Джимом Скрипом, с которым она встречалась 2 года до их свадьбы.
Уильямс в настоящее время с мужем и детьми проживает в своих апартаментах в Нью-Йорке. Она сохранила дружеские отношения с бывшим мужем и даже пригласила его в телесериал «Дурнушка» во втором сезоне.

## Дискография

### Студийные альбомы
| Год  | Название альбома  | Примечания        |
| ---- | ----------------- | ----------------- |
| 1988 | The Right Stuff   | золотой           |
| 1991 | The Comfort Zone  | трижды платиновый |
| 1994 | The Sweetest Days | платиновый        |
| 1996 | Star Bright       | золотой           |
| 1997 | Next              |                   |
| 2004 | Silver & Gold     |                   |
| 2005 | Everlasting Love  |                   |
| 2009 | The Real Thing    |                   |

## Избранная фильмография
| Год       |    | Русское название                        | Оригинальное название                        | Роль                   |
| --------- | -- | --------------------------------------- | -------------------------------------------- | ---------------------- |
| 1984      | с  | Криминальные партнеры                   | Partners In Crime                            | Россель Робинс         |
| 1986      | с  | The Redd Foxx Show                      | The Redd Foxx Show                           | Джессика               |
| 1986      | с  | Лодка любви                             | The Love Boat                                | Ванесса Уильямс        |
| 1986      | с  | Ти Джей Хукер                           | T.J Hooker                                   | Пэт Уильямсон          |
| 1987      | ф  | Специалист по съёму                     | The Pick-Up Artist                           | Рэй, девушка с собакой |
| 1988      | ф  | Под дулом пистолета                     | Under the Gun                                | Саманта Ричардс        |
| 1989      | ф  | Лента сексуальных скандалов             | Full Exposure: The Sex Tapes Scandal         | Валентина Ховард       |
| 1990      | ф  | Ребенок, который любил Рождество        | The Kid Who Loved Christmas                  | Линетт Паркс           |
| 1990      | ф  | Перри Мейсон: дело о замолчавшей певице | Perry Mason: The Case of the Silenced Singer | Терри Найт             |
| 1991      | ф  | Харли Дэвидсон и Ковбой Мальборо        | Harley Davidson and the Marlboro Man         | Лулу Дэниэлс           |
| 1991      | ф  | Другой ты                               | Another You                                  | Глория                 |
| 1992      | ф  | Джексоны: Американская мечта            | The Jacksons: An American Dream              | Сюзанн де Пасс         |
| 1992      | с  | Принц из Беверли-Хиллз                  | The Fresh Prince of Bel-Air                  | Дана Митчелл           |
| 1995      | ф  | Ничто не длится вечно                   | Nothing Lasts Forever                        | Кэт Хантер             |
| 1996      | ф  | Стиратель                               | Eraser                                       | Ли Каллен              |
| 1996      | с  | Звёздный путь: Глубокий космос 9        | Star Trek: Deep Space Nine                   | Арандус                |
| 1997      | ф  | Гангстер                                | Hoodlum                                      | Франсин Хьюз           |
| 1997      | с  | Одиссея                                 | The Odyssey                                  | Калипсо                |
| 1998      | ф  | Пища для души                           | Soul Food                                    | Тери                   |
| 1998      | ф  | Танцуй со мной                          | Dance with Me                                | Руби Синклэр           |
| 1999      | ф  | Спорт будущего                          | Futuresport                                  | Александра Торрес      |
| 1999      | ф  | Зажигай, ребята                         | Light It Up                                  | Light It Up            |
| 1999      | ф  | Приключения Элмо                        | The Adventures of Elmo in Grouchland         | Королева мусора        |
| 2000      | ф  | Шафт                                    | Shaft                                        | Кармен Васкес          |
| 2002      | ф  | Будь честным, Бэби!                     | Keep the Faith, Baby                         | Хейзел Скотт           |
| 2002      | с  | Элли Макбил                             | Ally McBeal                                  | Стелла Хант            |
| 2003      | с  | Бумтаун                                 | Boomtown                                     | Детектив Кэтрин Пирс   |
| 2004      | ф  | Семейные каникулы Джонсонов             | Johnson Family Vacation                      | Дороти Джонсон         |
| 2006—2010 | с  | Дурнушка                                | Ugly Betty                                   | Вильгельмина Слейтер   |
| 2007      | ф  | Мой брат                                | My Brother                                   | Тиша Мортон            |
| 2007      | ф  | И пришла любовь                         | And Then Came Love                           | Джулия Дэвидсон        |
| 2009      | ф  | Ханна Монтана                           | Hannah Montana: The Movie                    | Вита                   |
| 2010—2012 | с  | Отчаянные домохозяйки                   | Desperate Housewives                         | Рене Перри / Фолкнер   |
| 2013      | ф  | Семейный консультант                    | The Marriage Counselor                       | Дженис                 |
| 2012—2013 | с  | Парк авеню, 666                         | 666 Park Avenue                              | Оливия Доран           |
| 2013      | ф  | Он гораздо популярнее тебя              | He's Way More Famous Than You                | Камео                  |
| 2014      | тф | Поездка в Баунтифул                     | A Trip To Bountiful                          | Джесси Мэй Уоттс       |
| 2017      | ф  | Человек с Земли: Голоцен                | The Man from Earth: Holocene                 | Каролин                |
| 2020      | ф  | Мои волосы хотят убивать                | Bad Hair                                     | Зора                   |
| 2021      | с  | Шоу Кенана                              | Kenan                                        | Таша                   |

### Театр и мюзиклы
| Год       | Работа                   |
| --------- | ------------------------ |
| 1985      | One Man Band             |
| 1989      | Checkmates               |
| 1994-1995 | Kiss of the Spider Woman |
| 1998      | St. Louis Woman          |
| 2000      | A Diva’s Christmas Carol |
| 2002      | Carmen Jones             |
| 2002      | Into the Woods           |
| 2010      | Sondheim on Sondheim     |
| 2013      | The Trip To Bountiful    |
| 2014      | After Midnight           |

## Награды и номинации

### Грэмми
| Год  | Категория                      | Сингл/альбом               | Result    |
| ---- | ------------------------------ | -------------------------- | --------- |
| 1989 | Лучший новый артист            | «The Right Stuff»          | Номинация |
| 1989 | Лучший женский R&B вокал       | «The Right Stuff»          | Номинация |
| 1991 | Лучший женский R&B вокал       | «Dreamin'»                 | Номинация |
| 1992 | Лучший женский R&B вокал       | «Runnin' Back to You»      | Номинация |
| 1993 | Хит года                       | «Save the Best for Last»   | Номинация |
| 1993 | Песня года                     | «Save the Best for Last»   | Номинация |
| 1993 | Лучший женский поп вокал       | «Save the Best for Last»   | Номинация |
| 1993 | Лучший женский R&B вокал       | «The Comfort Zone»         | Номинация |
| 1993 | Лучший дуэт                    | «Love Is»                  | Номинация |
| 1995 | Лучший женский поп вокал       | «Colors of the Wind»       | Номинация |
| 1995 | Лучший женский R&B вокал       | «The Way That You Love»    | Номинация |
| 1995 | Лучший R&B сингл               | «You Can’t Run»            | Номинация |
| 1995 | Лучшее выступление в шоу       | «Kiss of the Spider Woman» | Номинация |
| 1996 | Лучший саундтрек               | «Colors Of The Wind»       | Лауреат   |
| 1997 | Лучший альбом                  | «Star Bright»              | Номинация |
| 2002 | Лучшее музыкальное шоу         | «Into The Woods»           | Номинация |
| 2010 | Лучший музыкальный альбом года | «Sondheim on Sondheim»     | Номинация |

### Прочие награды и номинации
| Год  | Награда                          | Категория                                         | Работа                       | Результат |
| ---- | -------------------------------- | ------------------------------------------------- | ---------------------------- | --------- |
| 1983 | Мисс Америка                     | N/A                                               | N/A                          | лауреат   |
| 1989 | NAACP Image Award                | NAACP Image Award лучший новый артист             | «The Right Stuff»            | лауреат   |
| 1993 | American Music Award             | Лучший артист года Pop / Rock                     | «The Comfort Zone»           | Номинация |
| 1993 | American Music Award             | Лучший артист                                     | «The Comfort Zone»           | Номинация |
| 1993 | American Music Award             | Лучший альбом                                     | «The Comfort Zone»           | Номинация |
| 1993 | MTV Video Music Awards           | Лучшее женское видео                              | «Save the Best for Last»     | Номинация |
| 1993 | MTV Video Music Awards           | Лучший клип                                       | «Runnin' Back To You»        | Номинация |
| 1993 | Billboard Music Award            | Лучшая песня                                      | «Love Is»                    | лауреат   |
| 1993 | Playboy Magazine                 | Лучшая R&B певица                                 | «The Comfort Zone»           | лауреат   |
| 1994 | Theatre World Award              | Лучший дебют на сцене                             | « Kiss Of The Spider Woman » | лауреат   |
| 1994 | NAACP Image Award                | Лучший артист                                     | «The Sweetest Days»          | Winner    |
| 1994 | Soul Train Music Award           | Лучшая песня                                      | «Love Is»                    | Номинация |
| 1995 | Оскар                            | Лучшая песня                                      | «Colors Of The Wind»         | лауреат   |
| 1996 | Soul Train Music Award           | «Lady of Soul» Award                              | За достижения в карьере      | Лауреат   |
| 1996 | NAACP Image Award                | Лучший артист                                     | «Where Do We Go From Here»   | Номинация |
| 1996 | Blockbuster Entertainment Award  | лучшая актриса в кинофильме                       | Стиратель                    | Номинация |
| 1996 | Премия Лены Хорн                 |                                                   | За достижения в карьере      | Лауреат   |
| 1997 | NAACP Image Award                | лучшая актриса в кинофильме                       | Пища для души                | Лауреат   |
| 1997 | NAACP Image Award                | Лучший альбом                                     | «Next (альбом)»              | Номинация |
| 1997 | NAACP Image Award                | лучшая актриса мини-сериала или фильма на тв      | Одиссея (фильм, 1997)        | Номинация |
| 1997 | Online Television Academy Awards | лучшая приглашённая звезда в сериал               | Звёздный путь                | Номинация |
| 1997 | Black Film Awards                | лучшая актриса                                    | Пища для души                | Номинация |
| 1999 | ALMA                             | Лучшая песня в кинофильме                         | «You Are My Home»            | Номинация |
| 2000 | Blockbuster Entertainment Award  | лучшая актриса                                    | Шафт (фильм, 2000)           | Номинация |
| 2000 | NAACP Image Award                | Лучшая актриса второго плана в кинофильме         | Зажигай, ребята              | Номинация |
| 2001 | NAACP Image Award                | Лучшая актриса второго плана в кинофильме         | Шафт (фильм, 2000)           | Номинация |
| 2001 | Drama League Award               | Лучшее выступление в мюзикле                      | Into the Woods               | Номинация |
| 2002 | Спутниковая награда              | лучшая актриса мини-сериала или фильма на тв      | Будь честным, Бэби!          | Лауреат   |
| 2002 | NAACP Image Award                |                                                   | Будь честным, Бэби!          | Номинация |
| 2002 | Black Reel Awards                | лучшая актриса                                    | Будь честным, Бэби!          | Номинация |
| 2002 | Тони                             | лучшая актриса в мюзикле                          | Into The Woods               | Номинация |
| 2004 | BET Awards                       | лучшая актриса                                    | Каникулы Джонсонов           | Номинация |
| 2006 | Спутниковая награда              | Лучшая актриса второго плана в комедии            | Дурнушка                     | Номинация |
| 2007 | Премия Гильдии киноактёров США   | Лучшая комедийная актриса                         | Дурнушка                     | Номинация |
| 2007 | NAACP Image Award                | Лучшая актриса второго плана в комедии            | Дурнушка                     | Лауреат   |
| 2007 | Эмми                             | лучшая комедийная актриса                         | Дурнушка                     | Номинация |
| 2007 | Teen Choice Awards               | Лучший злодей                                     | Дурнушка                     | Лауреат   |
| 2007 | Голливудская «Аллея славы»       | Музыкальная аллея                                 | За карьерные достижения      | Лауреат   |
| 2008 | Human Rights Campaign            | «Ally For Equality» Award                         | Humanitarian Work            | Лауреат   |
| 2008 | Jacobi Children’s Arts Award     | «Humanitarian/Charitable»                         | Humanitarian Work            | Лауреат   |
| 2008 | Спутниковая награда              | Лучшая актриса второго плана в комедии            | Дурнушка                     | Лауреат   |
| 2008 | Премия Гильдии киноактёров США   | Лучший актёрский ансамбль в комелии               | Дурнушка                     | Номинация |
| 2008 | Премия Гильдии киноактёров США   | Лучшая актриса второго плана в комедии            | Дурнушка                     | Номинация |
| 2008 | NAACP Image Award                | Лучшая актриса второго плана в комедии            | Дурнушка                     | Лауреат   |
| 2008 | Teen Choice Awards               | Лучший злодей                                     | Дурнушка                     | Номинация |
| 2008 | Эмми                             | Лучшая актриса второго плана в комедийном сериале | Дурнушка                     | Номинация |
| 2009 | NAACP Image Award                | Лучшая актриса второго плана в комедии            | Дурнушка                     | Номинация |
| 2009 | Дневная премия Эмми              | Лучшее шоу                                        | Mama Mirabelle's Home Movies | Номинация |
| 2009 | Эмми                             | Лучшая актриса второго плана в комедии            | Дурнушка                     | Номинация |
| 2009 | Спутник                          | Лучшая актриса второго плана в комедии            | Дурнушка                     | Номинация |
| 2010 | NAACP Image Award                | Лучшая актриса второго плана в комедии            | Дурнушка                     | Номинация |
| 2010 | NAACP Image Award                | 2010 Лучший джазовый альбом                       | The Real Thing               | Номинация |
| 2010 | Премия Мэри Пикфорд              | За индивидуальные достижения в карьере            |                              | Лауреат   |